# Шапур (пещера)

Шапур (перс. غار شاپور‎) — пещера в Иране. Она располагается на возвышенности высотой в 300 метров, в ущелье Танг-Чоган, находящегося в 4 километрах от города Бишапур, шахристана Казерун, главной столицы Персии эпохи Сасанидов. Глубина пещеры составляет 30 метров. У её входа стоит статуя Шапура I, вырезанная из сталагмитов самой пещеры. На протяжении 1700 лет эта статуя не покидает своего дома и находится на одном и том же месте. Это единственная скульптура, сохранившаяся с древнейших времён; её высота составляет около 7 метров, а ширина больше 2 метров. Статуя стоящего Шапура I — один из немногих сохранившихся памятников изобразительного искусства эпохи Сасанидов. Даже спустя столетия эта статуя до сих пор цела, за исключением только двух рук, которые были разрушены. После завоевания Персии арабами, статуя была опрокинута, но в 1957 году при содействии военных её вернули на место.
Существует предположение, что до восхождения на трон династии Сасанидов, пещера служила храмом для жителей этого района, и здесь, так же, как и в пещерах Ниясар и Бабаджабар, проходили различные церемонии. Ардешир I (Папакан) хотел создать религиозное единство среди народа, для этого он построил зороастрийский храм рядом с пещерой. Спустя несколько лет его сын Шапур I приказал воздвигнуть свою статую внутри этой пещеры.

## Шапур I из династии Сасанидов
Шапур I, сын основателя династии Сасанидов Ардашира Папакана, правил страной с 215 года по 272 год н. э. Шапур I смог расширить границы страны практически до границ империи Дария I из династии Ахеменидов, хотя ему так и не удалось вернуть мощь и величие Ахеменидской державы. Шапур I был прекрасным стратегом, он вёл войны с Древним Римом и одерживал блестящие победы над римскими полководцами. В ходе очередной войны, в битве за Эдессы (север Антакьи — современная Турция) персам удалось пленить римского императора Валериана. За несколько веков воин между Персией и Римом такое событие произошло лишь однажды. Шапур I в честь своей грандиозной победы приказал вырезать несколько барельефов в провинции Фарс, для того, чтобы увековечить свою победу и передать память о ней потомкам.

## Описание
На стенах у входа в пещеру вырезаны барельефы, на каждом из которых запечатлено определённое историческое событие эпохи Сасанидов. Около входа, на правой стене изображены крепости, которые по всей видимости показывают, что город Бишапур был защищён от возможного нападения противника. Под самим ущельем находится русло реки Рудханейе-Шапур, вода из которой, протекая по разным каналам, попадала в город.

## История
Существует легенда, что после того, как арабы завоевали провинцию Фарс 28 августа 633 года, один из арабских командиров, которого звали Насер Ибн Саир, вошёл в пещеру Шапур, где на то время хранилось большое количество исторических памятников Ирана, осмотрел её и приказал опрокинуть статую Шапура I, а другие реликвии забрать или уничтожить. Позже местные жители обратились к арабскому командующему с просьбой, чтобы он разрешил им поставить статую Шапура I на прежнее место и предложили ему за это золото, но получили отказ.
На входе в пещеру есть две каменные таблички, на одной из которых написан перевод записи Шапура I из Накш-э Раджаб, а на другой описано как иранские военные спустя 1000 лет, в 1958 году, восстановили статую и вернули её на прежнее место. Обе надписи были сделаны теми же военными.
Одна из табличек, которые были сделаны военнослужащими шахской армии и установлены ими внутри пещеры, гласит следующее:

Шахский указ о восстановление и возвращение на прежнее место статуи Шапура I силами корпуса генерала Мохаммад Тоги Маджиди, при поддержке штаба шахской армии Ирана, возглавляемого генералом Бахрамом Арианом.
Во время правления его императорского величия Шаха Мохаммада Резы Пехлеви доблестные бойцы шахской армии второго Шахиншаха династии Пехлеви восстановили и поставили на прежнее место пролежавшую более 1000 лет на земле статую второго Шахиншаха Шапура I из династии Сасанидов.
Спустя 6 месяцев круглосуточной работы, 15 февраля 1958 года в 5 часов после полудня статуя была восстановлена и возвращена на своё место. Для выполнения этой задачи было задействовано: 8 офицеров, 1 гражданское лицо, более 200 сержантов, рядовых и инженеров из Шираза и Казеруна. Руководил работой непосредственно генерал Мохаммад Тоги Маджиди. Его корпус также взял на себя обязанность выполнить работы по завершению строительства шоссейной дороги от реки Шапур до парковки для автомобилей, строительству горной дороги от парковки для автомобилей до входа в пещеру, строительству лестницы из 230 ступенек, сделанных из резного камня, и железных перил, строительству здания из камня, и лестницы внутри самой пещеры. Все эти работы были выполнены военнослужащими, чьи имена увековечены в этой надписи.

## Галерея

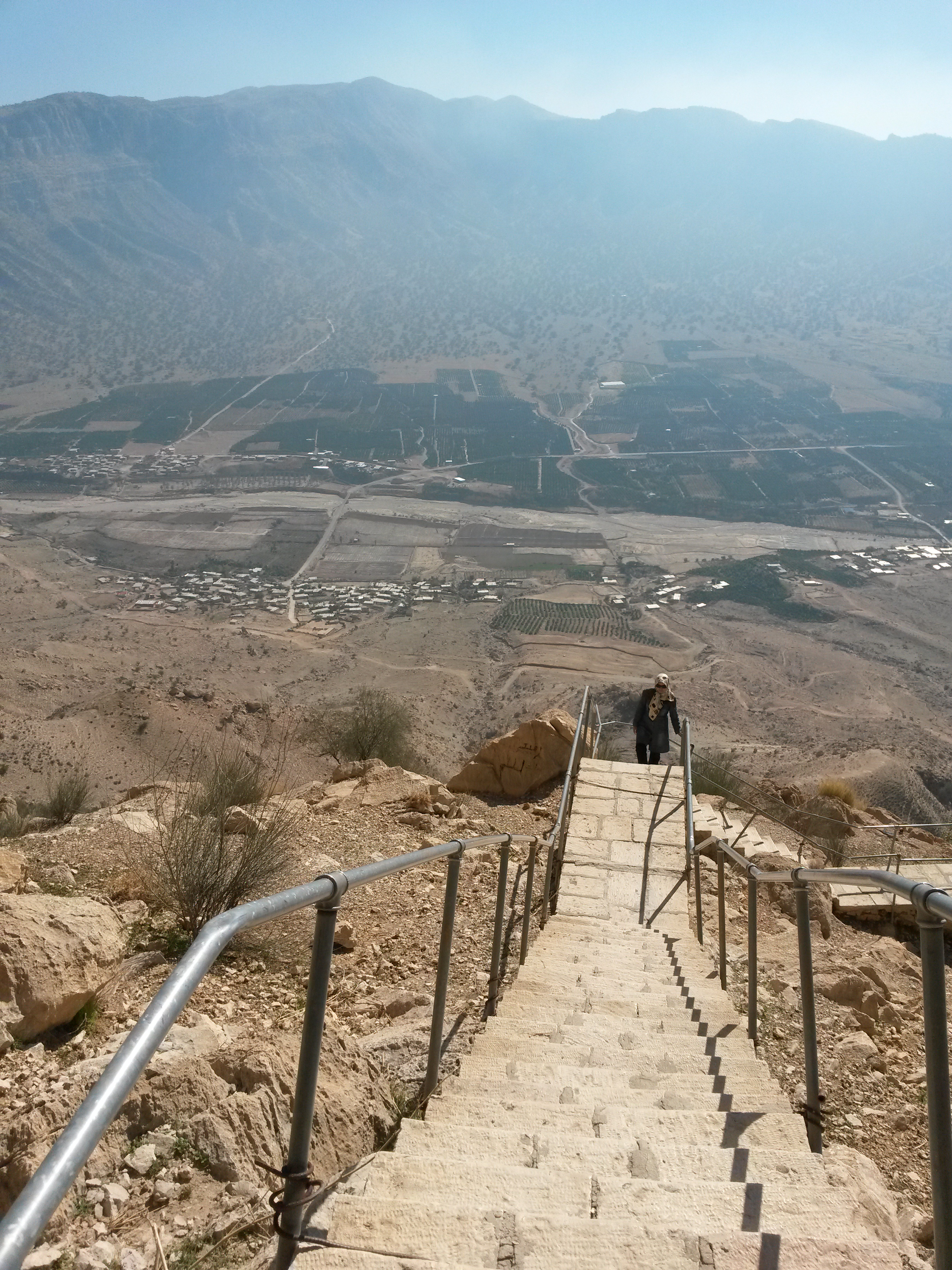
Лестница, ведущая в пещеру Шапур
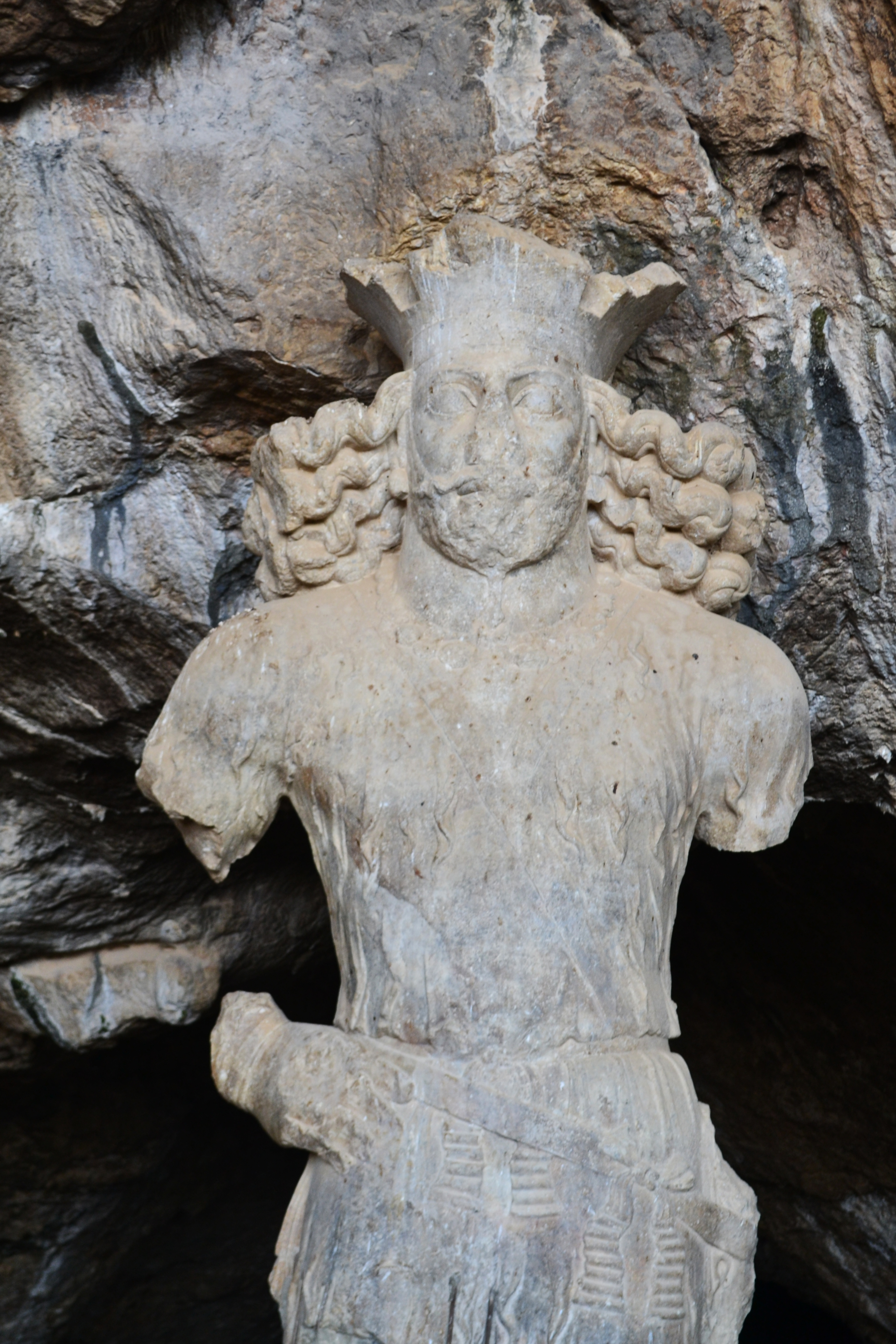
Первая статуя Шапура
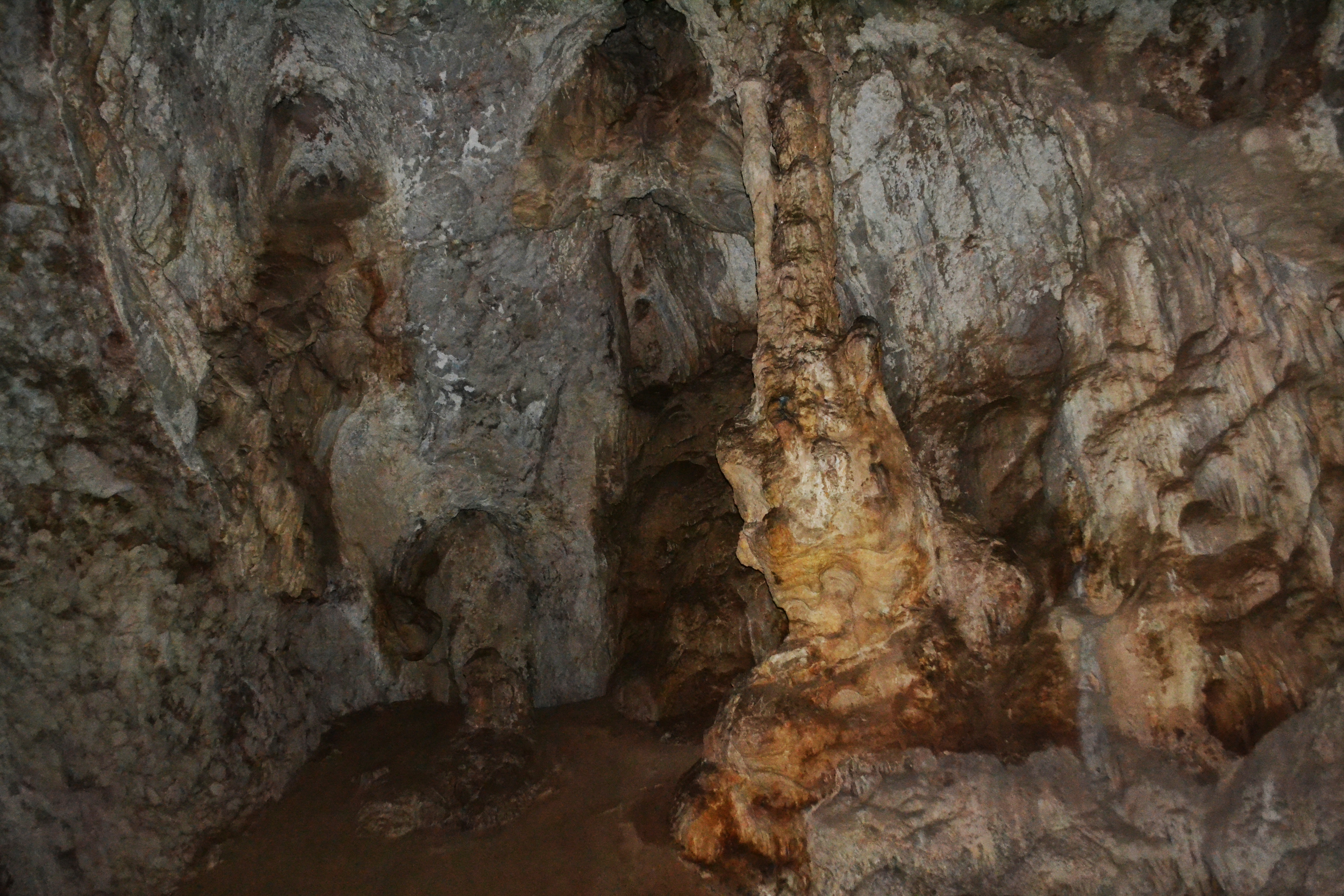
Пещера Шапура
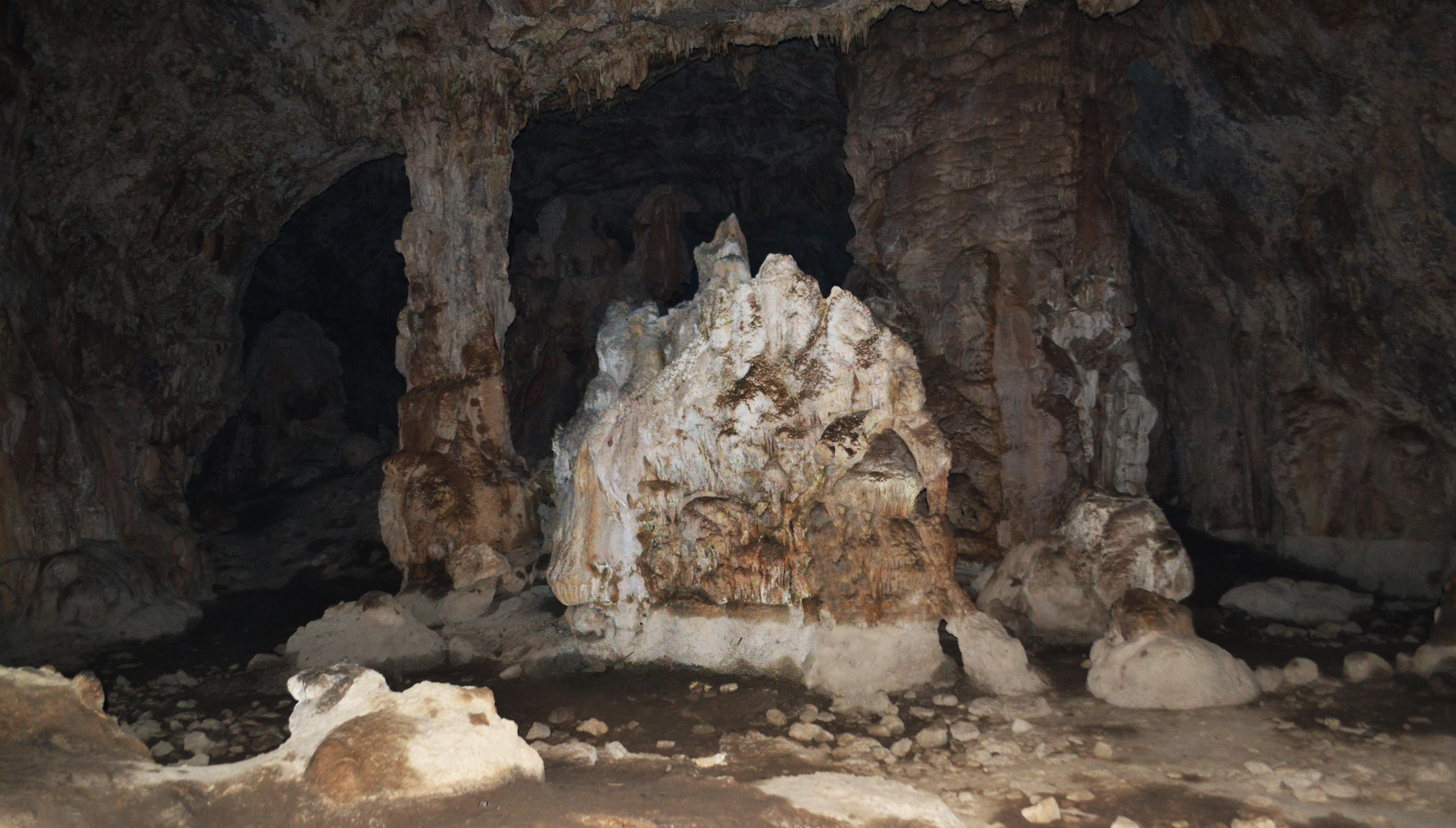
Пещера Шапура
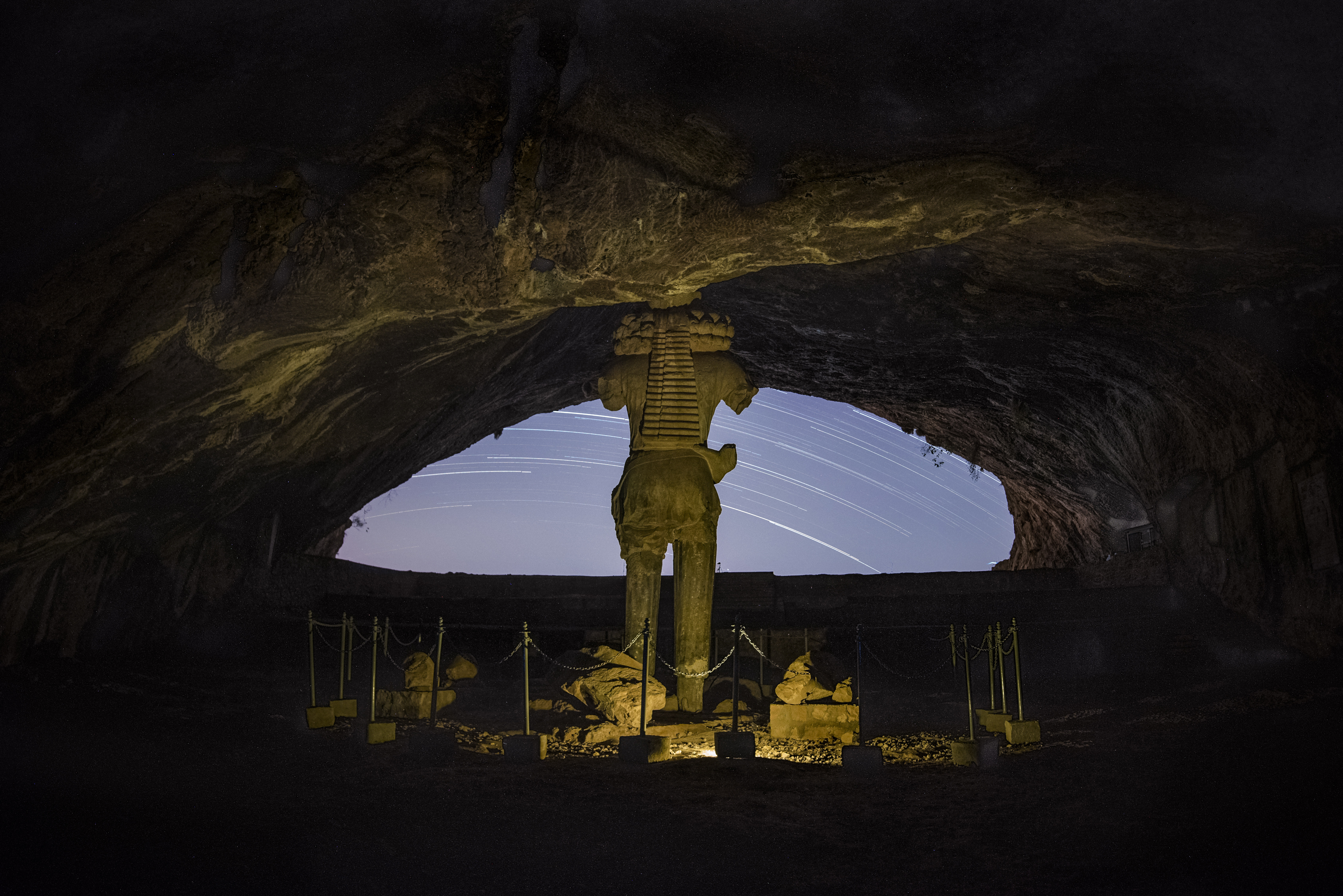
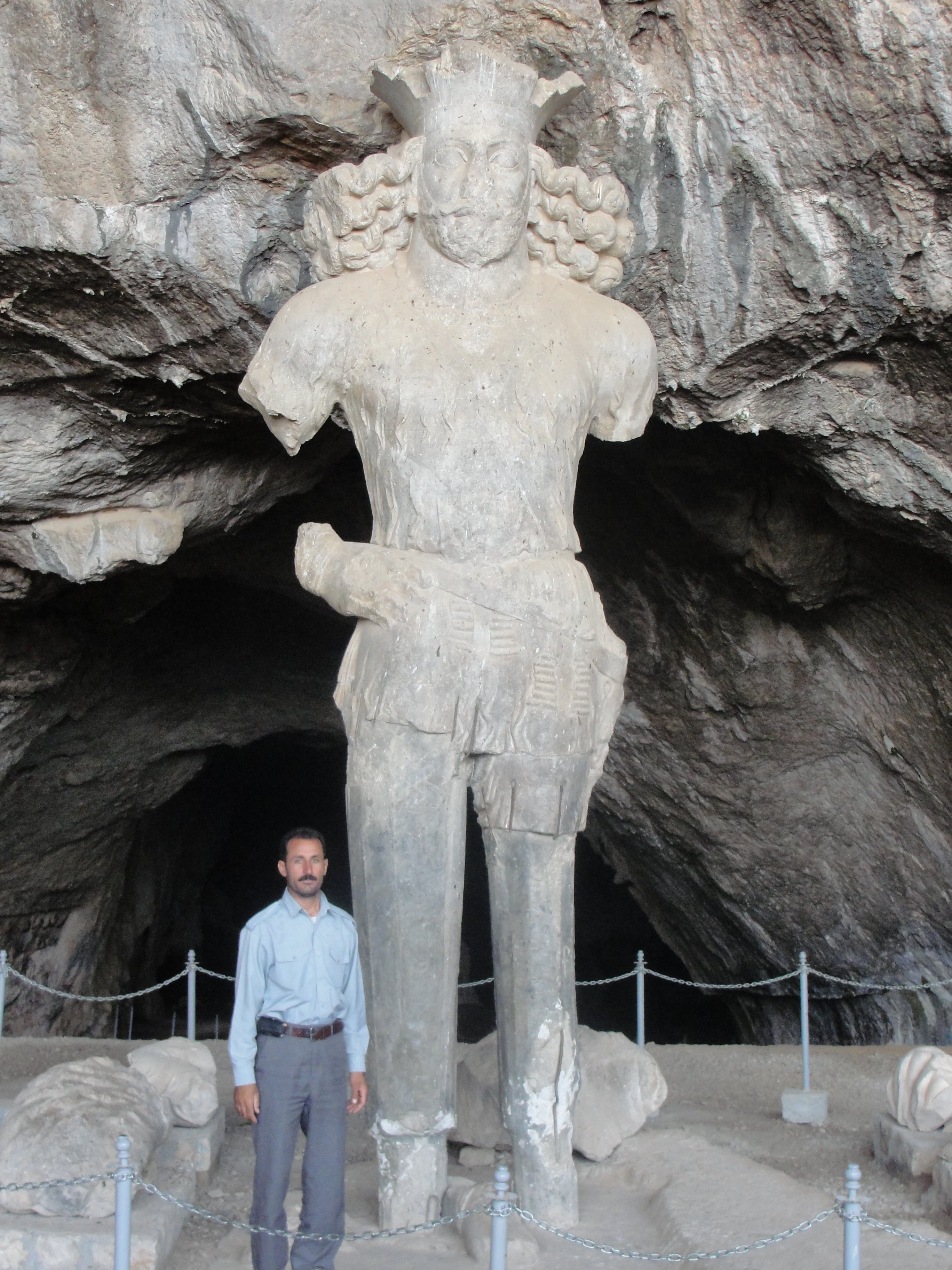
Охранник пещеры рядом со статуей Шапура. Размеры статуи на этой картине вполне узнаваемы по сравнению с человеком, стоящим рядом с ней.
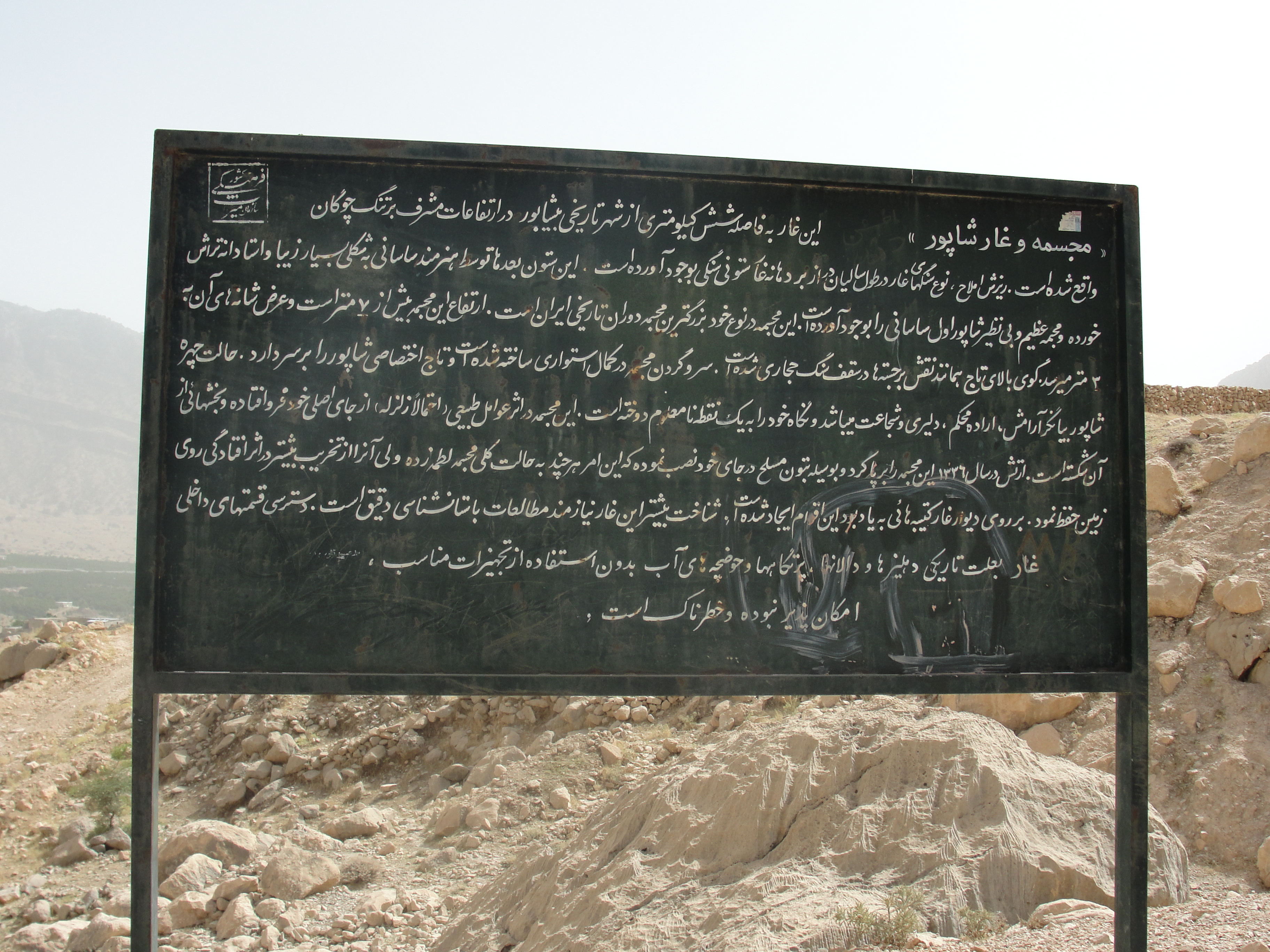
Изображение культурного наследия, содержащее описание пещеры Шапур у подножия горы с пещерой на вершине.
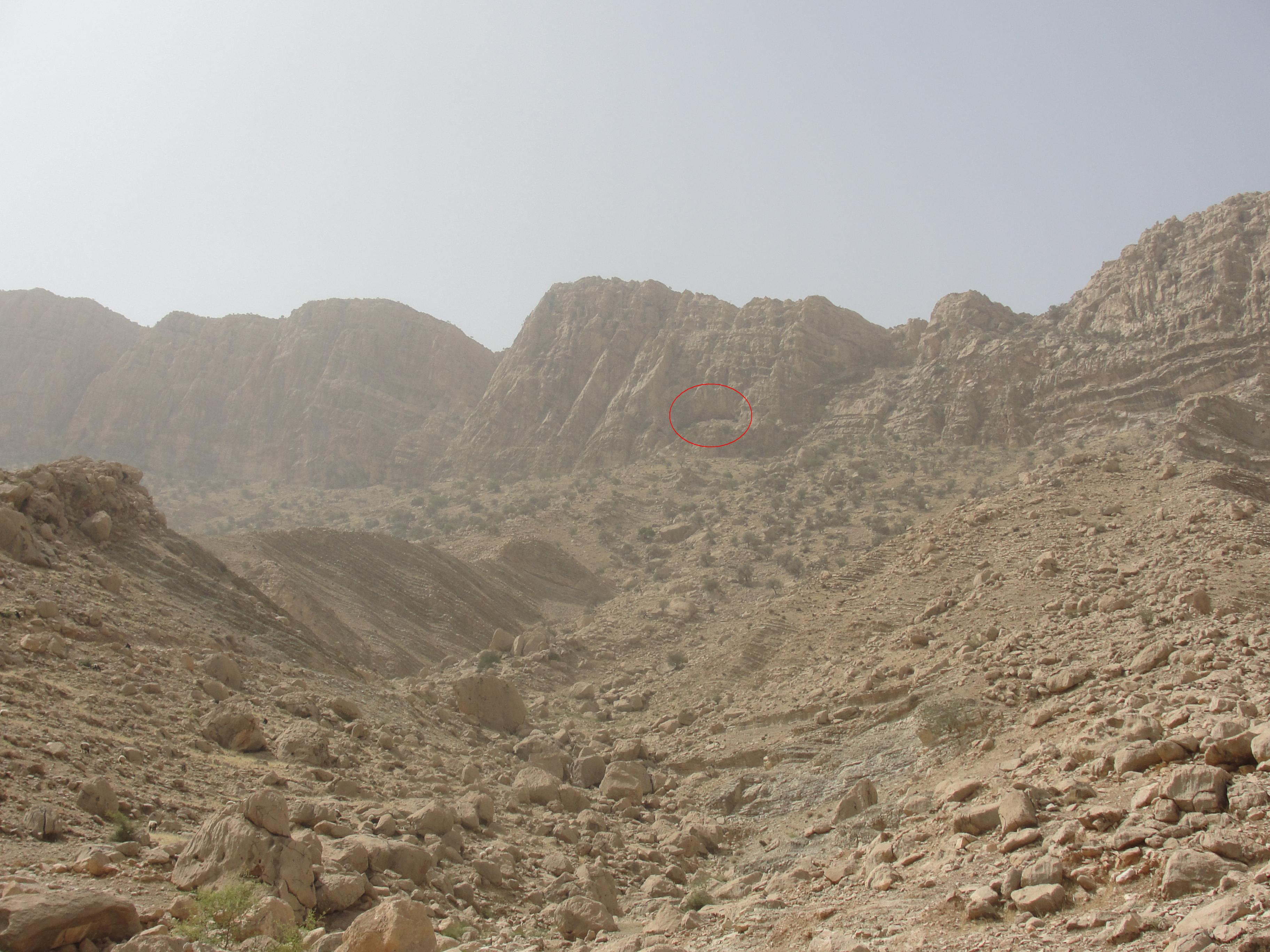
Вид пещеры Шапур рядом со знаком культурного наследия. Вокруг пещеры нарисован красный круг.
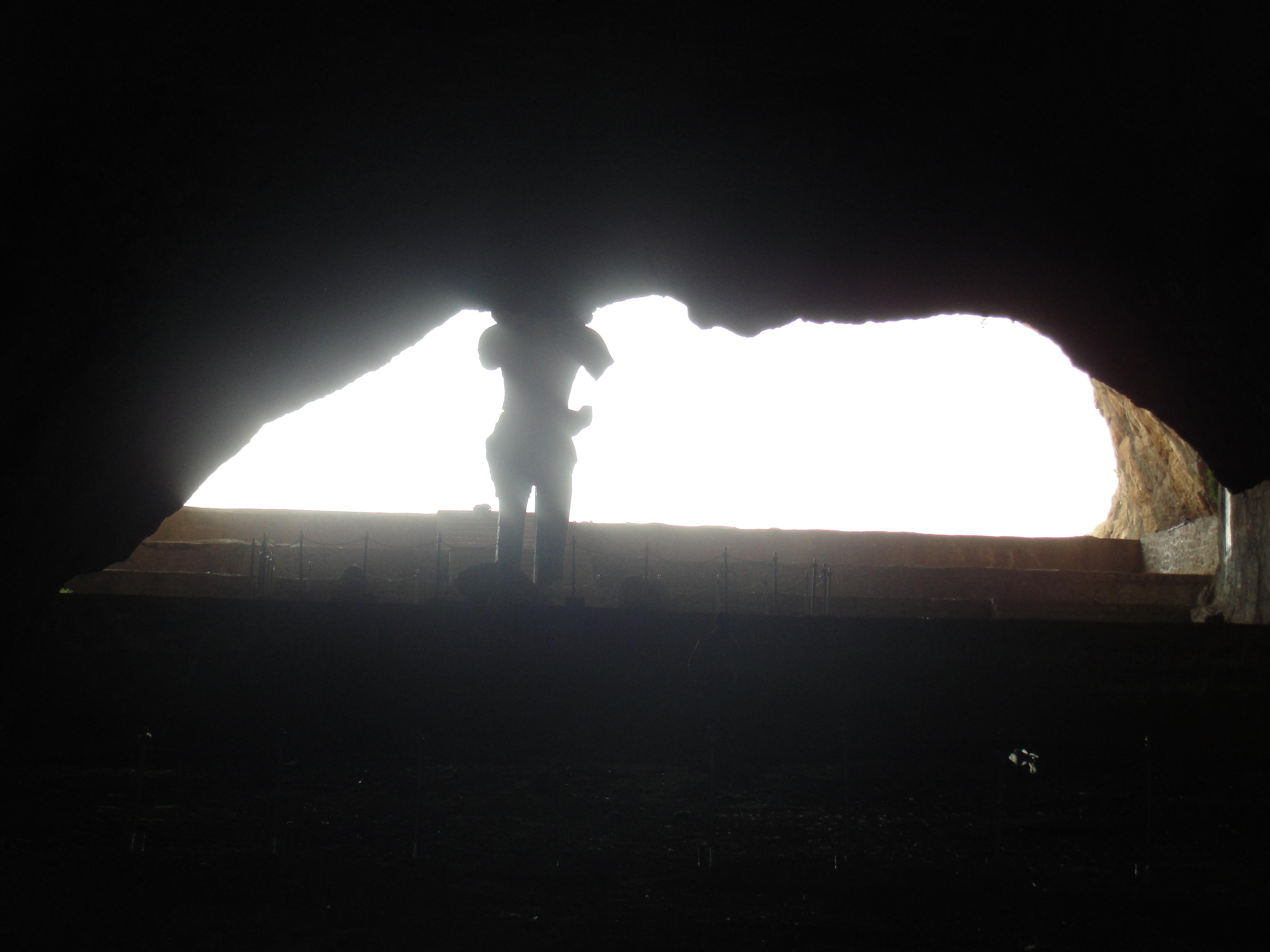
Скульптурное изображение изнутри пещеры Шапур
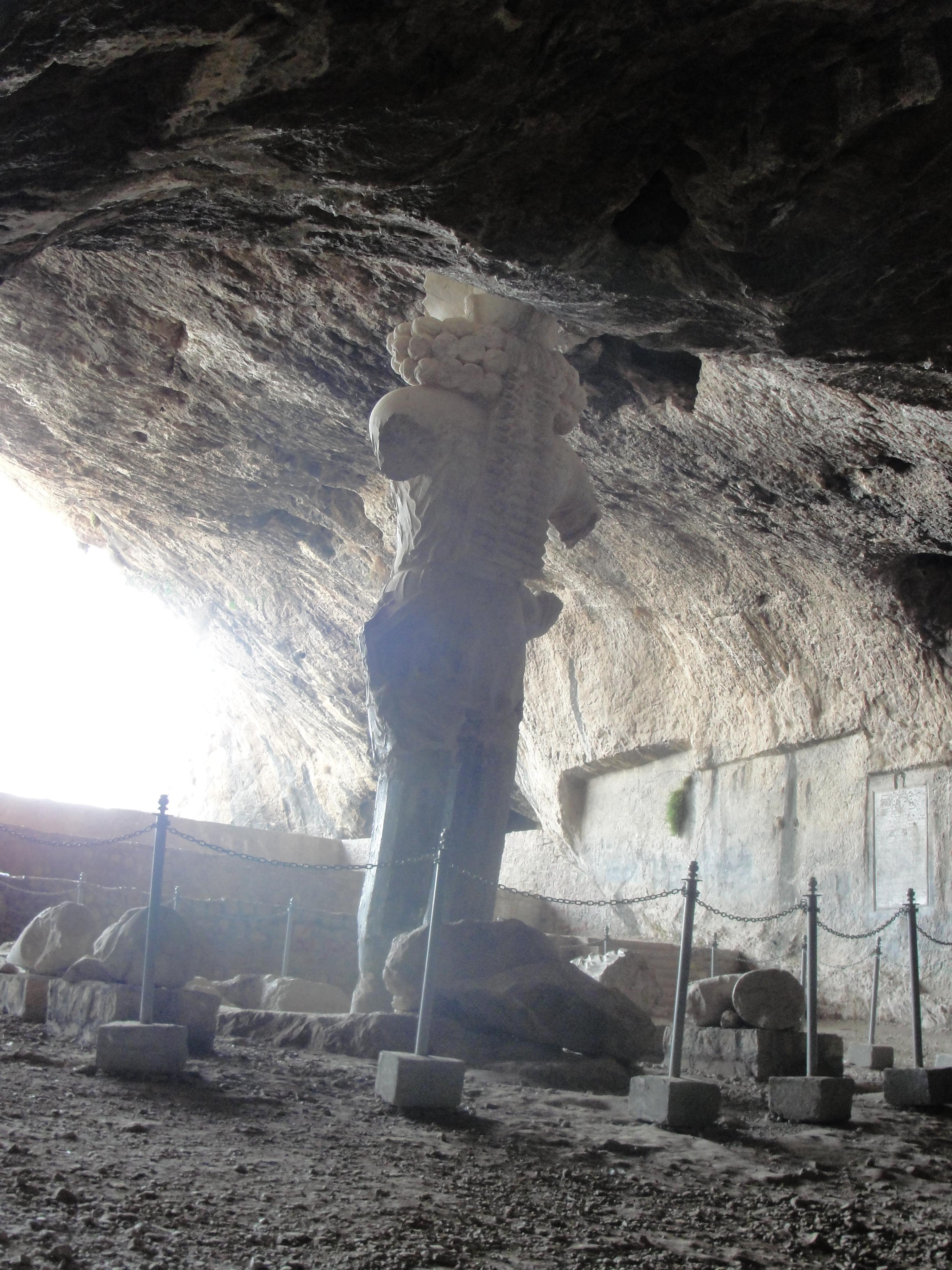
Картинка за статуей Шапура
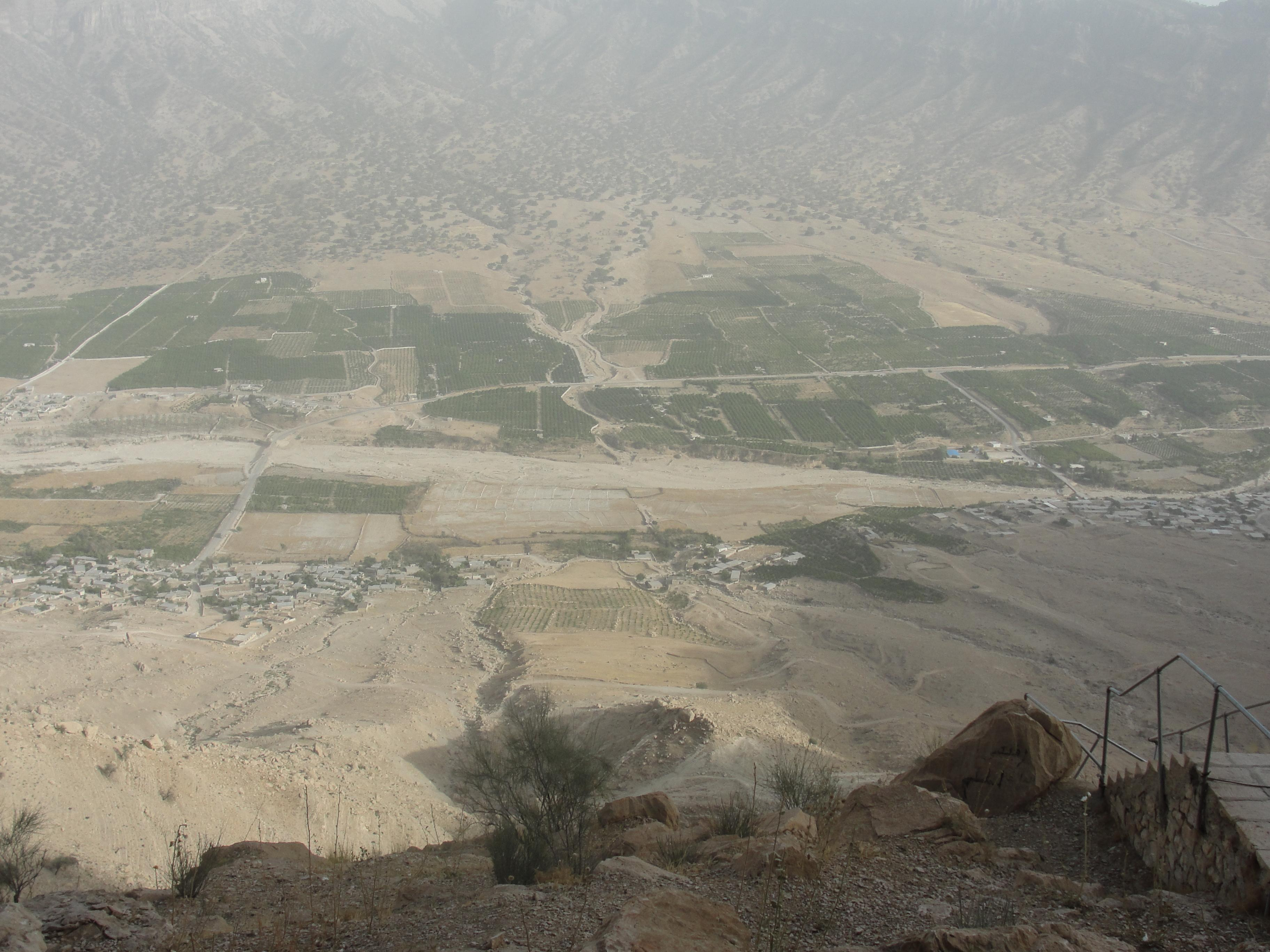
Вид на равнины и деревни вокруг пещеры Шапур из устья пещеры
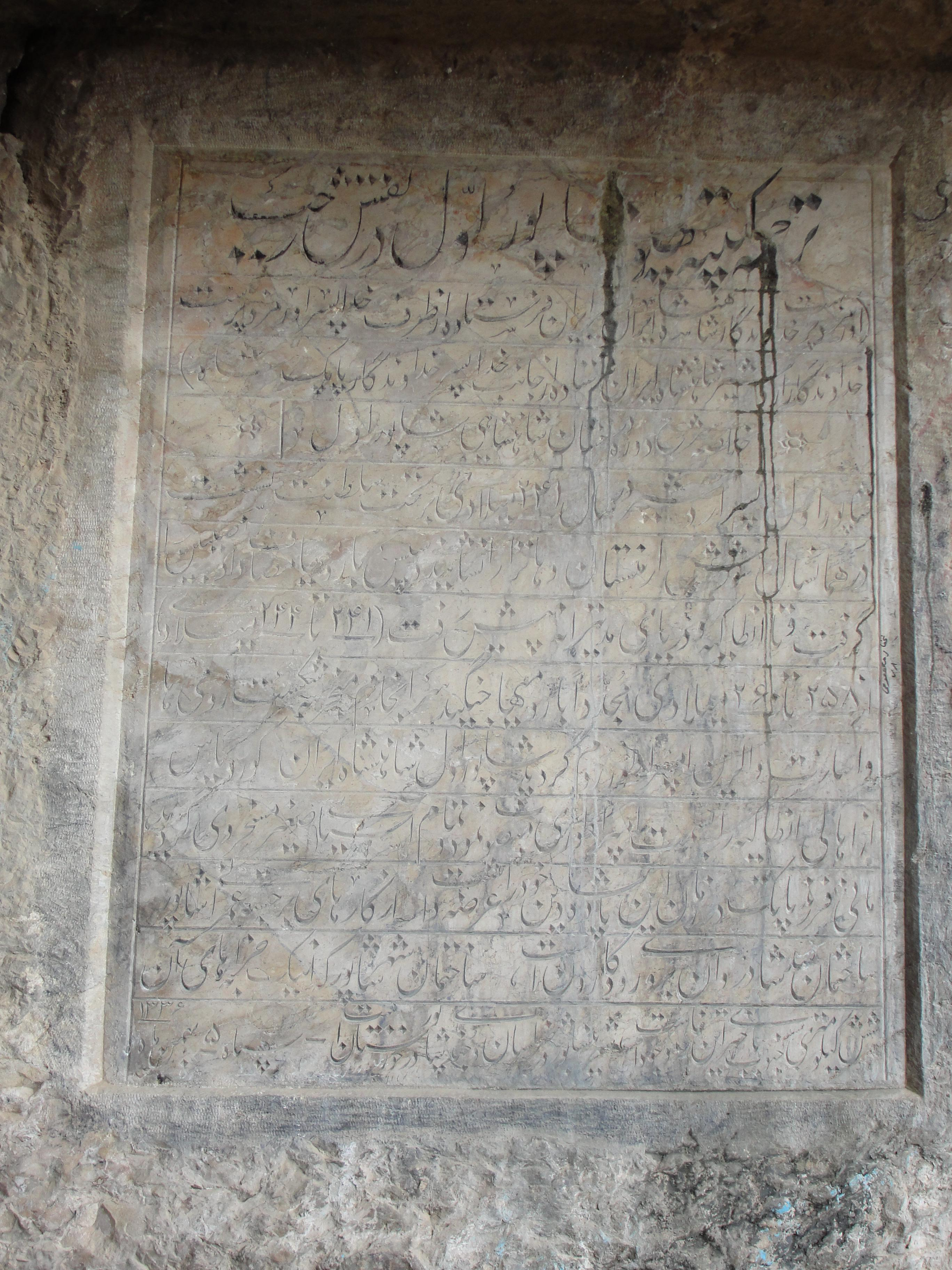
Перевод надписи Накше-Раджаб, которая была выгравирована на стене пещеры Шапур армией.
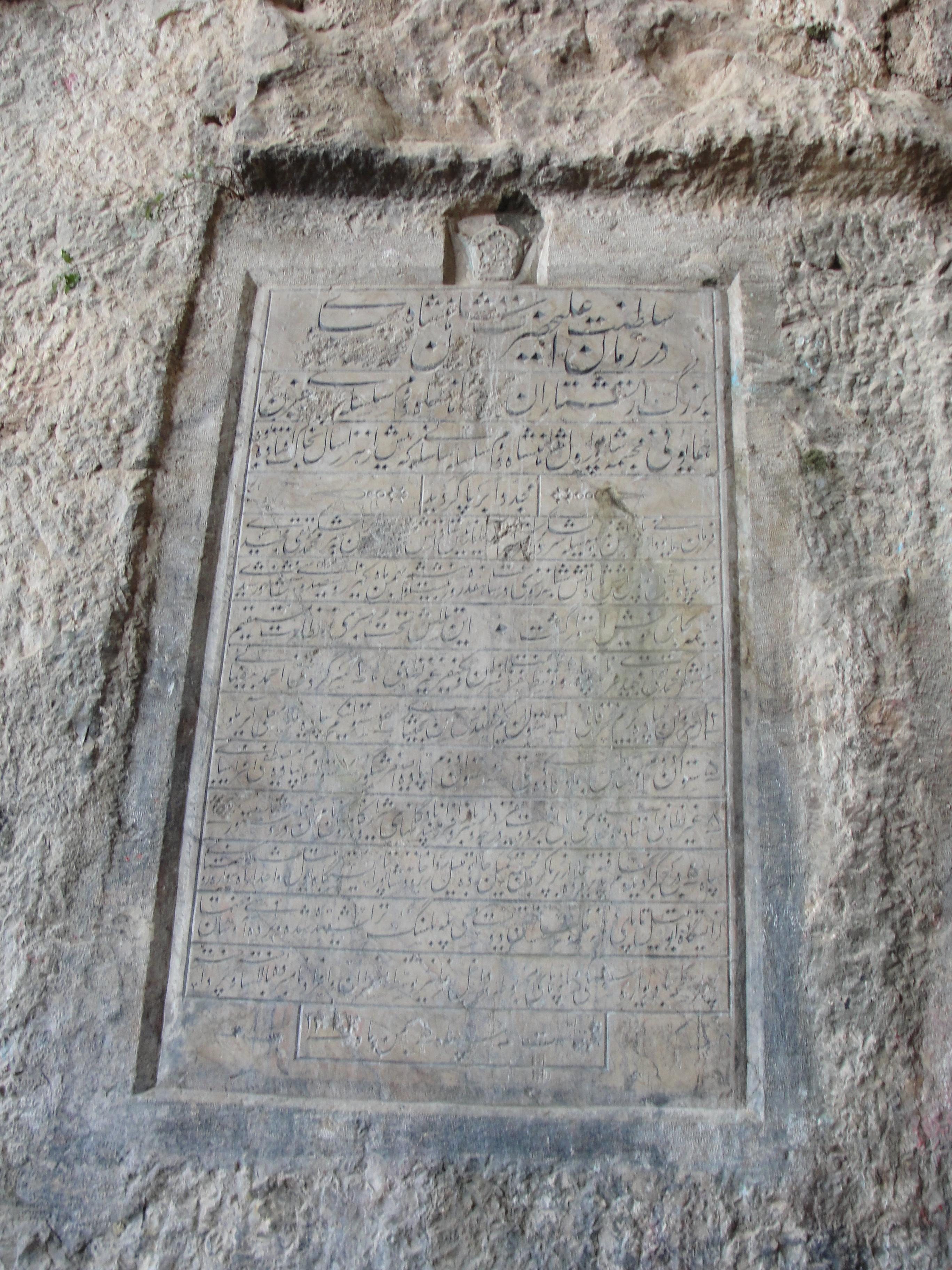
Армейская надпись на стене пещеры Шапур, которая описывает, как статуя была воздвигнута.
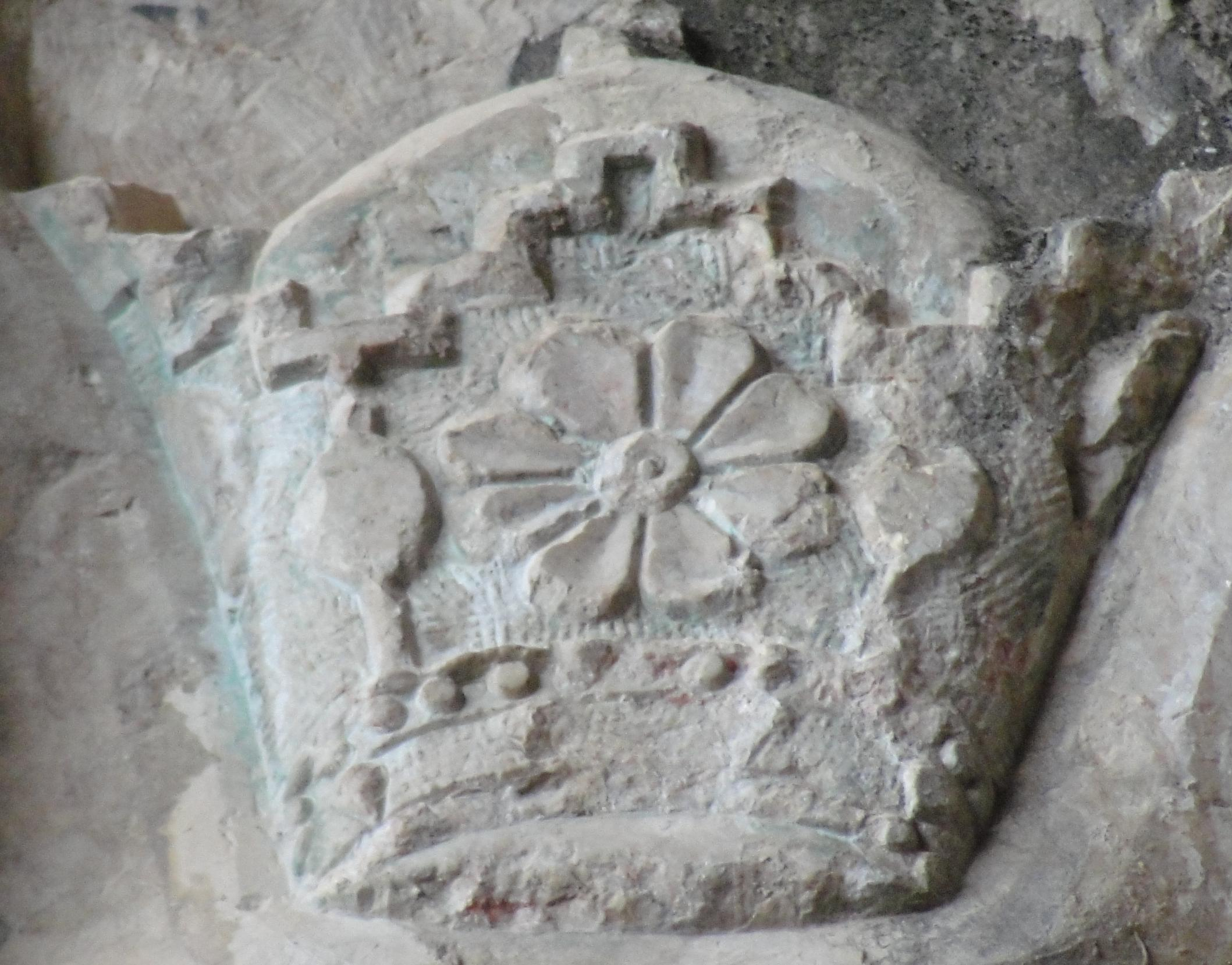
Корона Пехлеви высечена на стене пещеры Шапур над армейской надписью